# Пайенг, Джадав
Джадав Пайенг (ассам. যাদৱ পায়েং, прозвище «Молай») — мишингский экологический активист и лесник из индийского города Джорхат. В течение нескольких десятилетий он высаживал деревья на берегу реки Брахмапутра и ухаживал за ними, превратив бесплодный участок в лес, который назвали в его честь. Лес занимает около 550 гектаров.
В 2015 году награждён четвёртой по высоте гражданской наградой Индии Падма Шри.

## Карьера
В 1979 году шестнадцатилетний Пайенг после наводнения нашел на берегу рептилий, погибших из-за отсутствия деревьев. Он начал сажать деревья в 1980 году, когда департамент леса Голагхатского района запустил проект высадки 200 гектаров леса на пустынном островке Аруна-Чапори, расположенном в пяти километрах от деревни Кокиламукх в округе Джорхат. Молай принимал участие в этом проекте все годы, а по окончании остался там жить, смотря за лесом и сажая деревья.
В лесу Молая живут бенгальские тигры, индийские носороги, более ста оленей и кроликов, а также множество обезьян и птиц, включая стервятников. Стадо слонов из ста особей ежегодно проводит в лесу около полугода, за время существования леса слоны родили там более десяти детёнышей. Браконьеры пытались охотиться на носорогов, живущих в лесу, но Молай сообщил о них властям, и лесники уничтожили расставленные браконьерами ловушки.
В лесу растёт несколько десятков тысяч деревьев, включая кукубху, бомбакс карликовый, Archidendron bigeminum, альбицию высокую, огненное дерево, лагерстрёмию банабу и бамбук, который покрывает более 300 гектар.
Усилия Джадава стали известны властям в 2008 году, когда департамент леса послал специалистов разыскивать стадо слонов на 115 голов, которое спряталось в той местности после того, как они нанесли ущерб деревне Аруна-Чапори[уточнить], расположенной в полутора километрах от леса. Обнаружив лес, работники лесного департамента стали регулярно его посещать.
Своей следующей задачей Молай видит посадку леса на другом песчаном побочне Брахмапутры.

## Личная жизнь
Джадав принадлежит к племени мишинг и живёт в хижине в лесу вместе с женой Бинитой и тремя детьми. Он держит скот на своём участке и продаёт полученное от него молоко, это единственный источник его дохода. В одном из интервью он сообщил, что тигры задрали около ста его коров и буйволов, но Джадав винит в этом людей, уничтожающих леса, из-за чего животные оказываются вынуждены искать другое пропитание.

## Признание
В честь Джадава Пайенга Университетом наук об окружающей среде (англ. School of Environmental Sciences) 22 апреля 2012 года был организован торжественный приём в университете Джавахарлала Неру. Ректор университета Джавахарлала Неру назвал Молая «лесным человеком Индии».
Джадав и его лес стали героями документального фильма Foresting life, снятого Аарти Шриваставой, а также фильма Forest Man, который собрал на сайте Kickstarter 8327 долларов.